# Mohamed Essam
Mohamed Essam Al-Din Mohamed Hassanain (arabiska: محمد عصام الدين محمد حسانين), född 6 december 1994, är en egyptisk fäktare som tävlar i florett.

## Karriär
Vid olympiska sommarspelen 2016 i Rio de Janeiro blev Essam utslagen i sextondelsfinalen i florett av amerikanske Alexander Massialas samt var en del av Egyptens lag tillsammans med Tarek Ayad, Alaaeldin Abouelkassem och Mohamed Hamza som slutade på sjunde plats i lagtävlingen i florett.
Vid olympiska sommarspelen 2024 i Paris var Essam en del av Egyptens lag tillsammans med Mohamed Hamza, Abdelrahman Tolba och Alaaeldin Abouelkassem som slutade på åttonde plats i lagtävlingen i florett.